# Weissia armatum
Weissia armatum là một loài rêu trong họ Pottiaceae. Loài này được (Thér. & Trab.) Fedosov mô tả khoa học đầu tiên năm 2011.